# Gazélec Football Club Ajaccio
Ne doit pas être confondu avec Athletic club ajaccien.
Pour les articles homonymes, voir GFC.
Maillots
Le Gazélec Football Club Ajaccio, abrégé en Gazélec FC Ajaccio et couramment appelé Gazélec Ajaccio, est un club de football français situé à Ajaccio, issu de la fusion en 1960 de deux clubs de la ville, le Football Club ajaccien et le Gazélec Corse Club. 

## Histoire

### Genèse du club (1960-1961)
Le Gazélec Football Club Ajaccien voit le jour en 1960 à la suite de la fusion entre le Football Club Ajaccien et le Gazélec Corse Club. Les deux clubs évoluaient alors pour la saison 1959-1960 tous les deux en Division d'Honneur, le FC Ajaccio en terminant quatrième et le Gazélec Corse Club troisième. Le FC Ajaccio, fondé au tout début des années 1930,,, succédait lui-même en 1910 à la Jeunesse sportive ajaccienne fondée en 1906. Le FC Ajaccio avait été un club de poids dans le football corse, ayant été quatre fois de champion de Corse en 1937, 1938, 1956 et 1957, mais traversait alors une passe difficile. Le Gazélec Corse Club est quant à lui initialement un club corporatif monté par des agents EDF-GDF, fondé en 1957. Le nom Gazélec est fréquemment donné aux clubs corpos d'EDF-GDF (Gaz = Gaz de France et élec = Électricité de France).
Le premier stade du Gazélec se nomme Miniconi, du nom du président du FC Ajaccio. Le club s'installe à Mezzavia en 1961. Le 16 juillet 1994, le club rend hommage au principal artisan de la création du Gazélec en 1960, Ange Casanova (décédé le 24 mars 1998), en donnant son nom au stade Mezzavia.

### Les belles années du Gazélec (1961-1972)

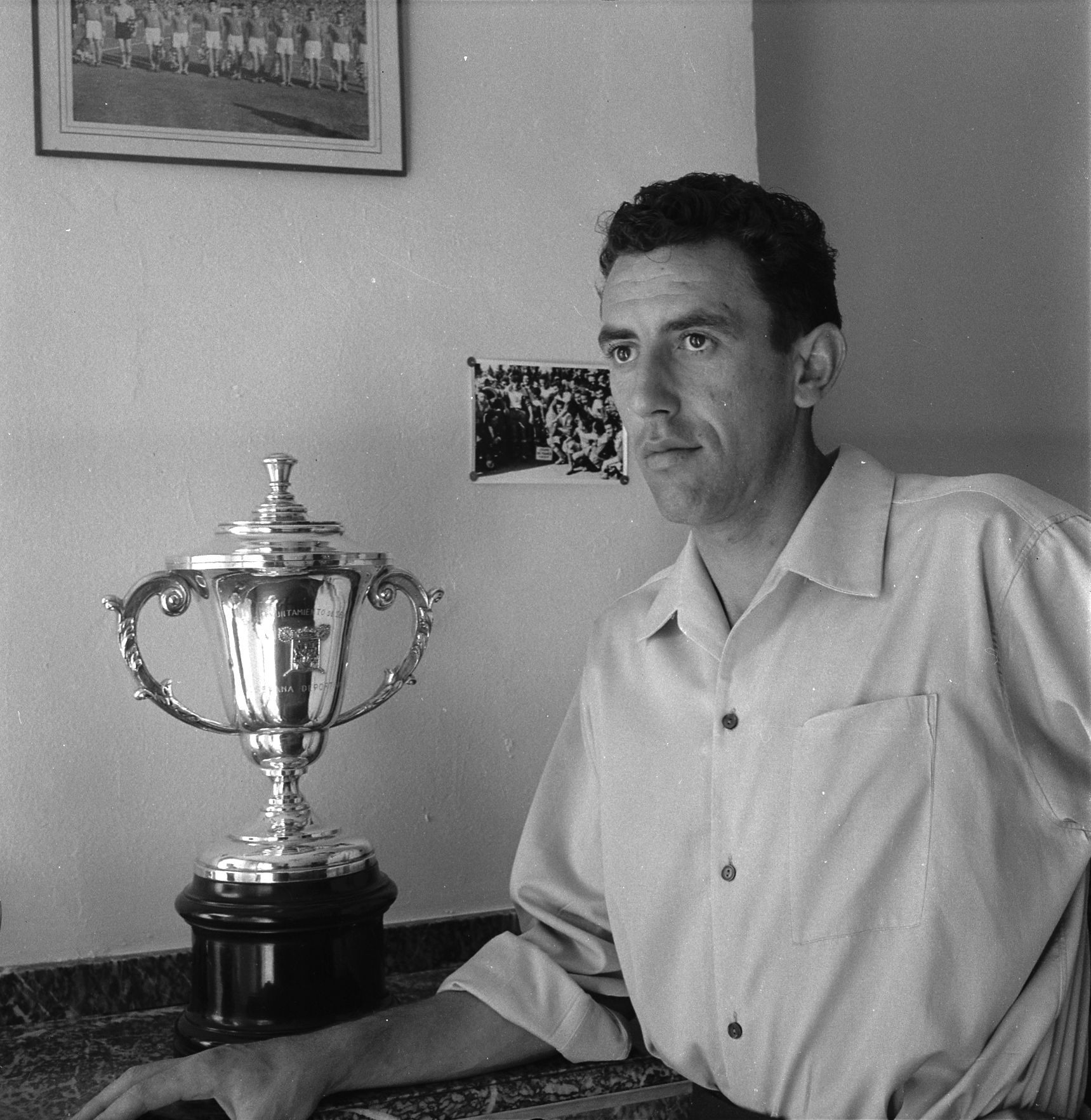
Pierre Cahuzac a offert 4 titres de champion de France amateurs au Gazélec, avec la casquette d'entraîneur-joueur entre 1961 et 1971.

Sur les conseils d'Albert Batteux, Pierre Cahuzac devient l'entraîneur de l'équipe en juillet 1961. Le club remporte dès lors le championnat de Corse et se trouve promu en Championnat de France amateur.
Pour sa première saison en CFA, le Gazélec se classe à la cinquième place du championnat. En Coupe de France, le Gazélec affronte l'AS Béziers en 32e de finale. C'est la première fois qu'un club corse atteint ce stade de l'épreuve. Après un résultat nul (2-2) à Bastia, les deux équipes se retrouvent à Nice. Les spectateurs azuréens découvrent à cette occasion le « Canon à Mercure », véritable pièce d'artillerie, mascotte du Gaz. Néanmoins, devant plus de 7 000 spectateurs, le Gazélec s'incline face à l'AS Béziers au terme d'une rencontre riche en buts (2-3).
Au cours des années 1960, sous la houlette de Pierre Cahuzac, le Gazélec connaît de nombreux succès avec quatre titres de champion de France amateurs en 1963, 1965, 1966 et 1968. La performance est d'autant plus remarquable qu'à cette époque, l'effectif du Gazélec était constitué en grande majorité d'agents électriciens et gaziers.

### La fusion ratée du GFCA et de l'ACA (1972)
En 1972, l'AC Ajaccio est l'objet de problèmes financiers à la suite d'erreurs dans la gestion des comptes du club. Alors, les dirigeants de l'ACA pensent à leurs rivaux du Gazélec Ajaccio afin de conserver le club parmi l'élite. En mai 1972, les deux camps entrent en contact réel avec du côté de la délégation du Gazélec, Claude Lévy, Mathieu Armani ou encore le docteur Colonna d'Istria et du côté acéiste Jean Ferracci, Simon Cruciani et Jean-Étienne Alexandre. Les deux clubs trouvent un accord de principe pour fusionner, cependant les dirigeants du Gazélec refusent le professionnalisme et préfèrent les compétitions amateurs de la troisième division. À la suite de l'impossibilité économique d'avoir en même temps une équipe en première division et une autre en troisième, la fusion tombe à l'eau. En outre, la volonté de mettre en avant les valeurs et mérites du football amateur aura conduit les dirigeants du club à décliner la proposition de la mairie d’Ajaccio de se rapprocher de l’ACA.

### Entre deuxième et troisième division (1972-1999)
Par la suite, le club navigue entre la deuxième et la troisième division jusqu'au début des années 1990. Le club, alors en deuxième division, refait parler de lui avec plusieurs parcours en coupe de France qui le voient éliminer des clubs de l'élite (Toulon, Saint-Étienne…) et lui permet d'affronter l'Olympique de Marseille de Jean-Pierre Papin (défaite 3-1 au stade Ange Casanova). En 1992, le club atteint même les quarts de finale de la compétition où il s'incline à domicile face à Monaco, alors entraîné par Arsène Wenger, finaliste de la coupe des coupes européennes (défaite 2-0).
En 1997, le club alors en National 1, l'équivalent du National, fusionne avec le SCO ajaccien, club fondé en 1928 et vainqueur de la Coupe de Corse en 1957, évoluant alors en National 3. Le club prend alors le nom de Gazélec Football Club Olympique d'Ajaccio (GFCOA).
En 1997-1998, malgré la venue de Pascal Olmeta venu tout droit de l'Espanyol Barcelone, le club finit 5e, à 20 points du leader du championnat National, son grand rival l'AC Ajaccio. Cette saison marque un changement dans la hiérarchie du football ajaccien. Le Gazélec se retrouve derrière l'Athlétic après plus de 20 ans de règne sur la cité impériale.

### L'accession en Division 2 refusée (1999)

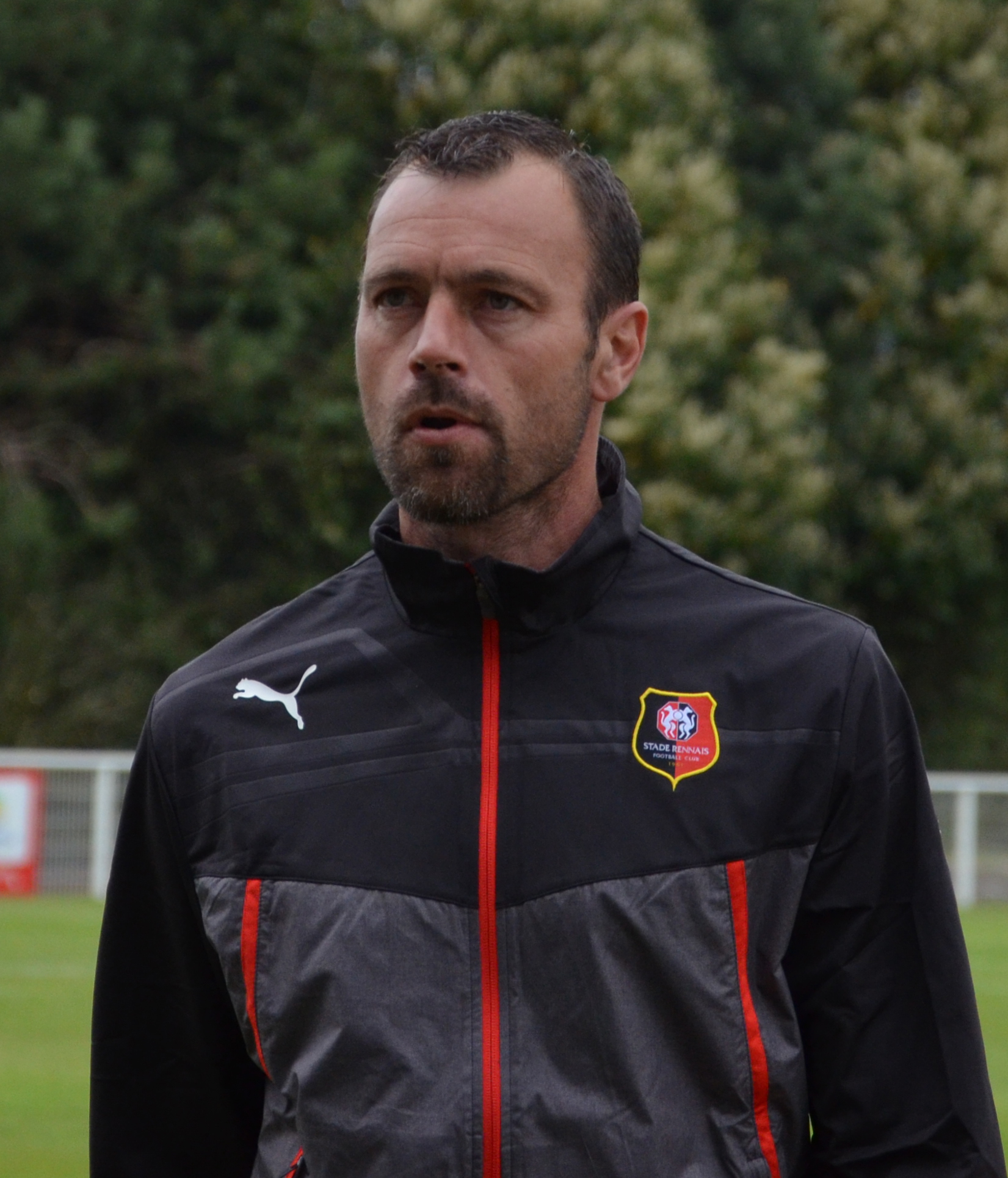
Mickaël Pagis termine meilleur buteur du Gazélec en 1998-1999 en inscrivant 17 réalisations.

En 1999, les dirigeants dont le président Robert Feliciaggi, sont bien décidés à rattraper le grand rival de l'AC Ajaccio. Durant l'intersaison, le club réalise un recrutement ambitieux fait de joueurs confirmés tels que Mamadou Faye, Radovan Turudija et Philippe Mazzuchetti qui s'ajoutent aux joueurs déjà présents au club tels que le défenseur Jean-Luc Luciani, le milieu Patrick Leonetti, l'attaquant belge Patrick Van Kets qui finira meilleur buteur du championnat ou encore le gardien Pascal Olmeta.
Le directeur sportif du club, André Di Scala, recrute également des joueurs méconnus qui seront les révélations de la saison comme l'attaquant axial Mickaël Pagis, Sadio Sow, les défenseurs Patrick Monny-Bille et Yannick Zambernardi ou encore le portier Hervé Sekli. Cet effectif, sous la responsabilité de Jean-Michel Cavalli, effectue un parcours en dents de scie jusqu'au mois de mars où au terme d'une soirée où il est défait 2-0 à Valenciennes, le club compte 10 points de retard sur le troisième, Valenciennes. Les Ajacciens entament alors une remontée qui les voit se retrouver à la troisième place à la veille de la dernière journée où ils jouent sur le terrain de l'US Créteil-Lusitanos alors deuxième du classement du National. Au terme d'un match à rebondissement, le Gazélec s'impose 2-1 au stade Dominique-Duvauchelle et est sportivement assuré d'accéder en Division 2.
Cependant, la Ligue de football professionnel refusera la montée au club ajaccien au motif qu'un article de son règlement interdit à une commune de moins de 100 000 habitants de compter deux clubs professionnels dans la même division. Les dirigeants ajacciens luttent contre cette décision d'autant qu'à la Ligue, les opposants sont nombreux, tel le Sporting Club de Bastia. Finalement, la Ligue maintient sa décision. Un recours devant le conseil d'État est intenté par les dirigeants mais sera finalement rejeté par les instances décisionnaires.

### Entre National et CFA (1999-2012)
Le GFCOA demeure donc en National pour le compte de la saison 1999-2000 et n'aura pas le droit de monter bien qu'une décision de justice abrogera 6 mois plus tard l'article qui a empêché le Gazélec de monter. Le club a dû redémarrer la saison en jouant ses 5 premiers matches à domicile sur le continent (à Istres et Vitrolles). Après 2 premiers mois très difficiles où il n'emporte aucun match, il reçoit et bat Martigues 2-1 à Mezzavia pour son retour dans son antre grâce à des buts de Turudija et Sadio Sow. Les jeunes ajacciens, encadrés par Mickaël D'Amore, Radovan Turudija ou Patrick Leonetti, arracheront le maintien en fin de championnat, terminant à la quinzième place.
En 2000-2001, le club, en proie à des difficultés financières, recrute malin. Anthony Colinet, Julien François, Guillaume Deschamps et un certain Christophe Meslin rejoignent une équipe à reconstruire. Le nouvel entraineur Hubert Velud choisit un schéma de jeu résolument offensif qui verra le club finir 3e attaque du championnat et Meslin remporter le titre de meilleur buteur du National avec 21 buts. L'équipe finira huitième après un très bon début de championnat. Mais on retiendra surtout cette année-là la venue en 32e de finale de la coupe de France de l'AS Saint-Étienne, en plein affaire des faux passeports. Les Ajacciens, après avoir encaissé un but de Stéphane Pédron, égalisent grâce à Gautier, puis prennent l'avantage par Meslin qui dribble Jérémie Janot avant de marquer dans le but vide. Mais à la 94e minute, alors que 3 minutes d'arrêts de jeu sont annoncés, Julien Sablé profite d'un cafouillage pour égaliser. Les verts s'imposent en prolongation grâce à Chavériat, qui détourne involontairement une frappe de Pédron. En fin de saison, la DNCG rétrograde le club en DH et menace de le mettre en liquidation judiciaire. Le club et les supporters font tout pour empêcher cela. Une manifestation est organisée devant la préfecture de région. Nombreuses sont les personnes qui y participent. Ils réussiront à réduire la sanction en obtenant une rétrogradation en CFA.
Le club ne reste que 2 saisons en amateur et remonte avec de gros objectifs. Marc Libbra est ainsi recruté pour jouer la montée en L2. Après une très bonne première partie de saison (les gaziers sont deuxièmes à la trêve), les hommes de Jean-Luc Luciani s'écroulent, ce qui lui coûtera sa place : il est remplacé par Baptiste Gentili. Après une saison de transition avec une équipe de jeunes, le club semble reparti pour jouer l'accession avec un recrutement qui paraît correct. Mais le GFCOA vit là une des pires saisons de son histoire, finissant dernier du championnat National, avec un changement d'entraineur dès octobre (Baptiste Gentili remplacé par Patrick Leonetti).
S'il n'est pas en réussite en championnat où il ne termine jamais très loin de l'accession, son parcours en coupe de France est excellent. Un 32e de finale face à Strasbourg (1-2) en 2006-2007, un 16e de finale à Amiens (1-0) en 2007-2008 et pour la saison 2008-2009, les diables rouges ont réédité l'exploit pour un club amateur d'atteindre pour la deuxième fois consécutive les 16es de finale. Cette fois-ci, c'est le Paris Saint-Germain qui leur est proposé. Sur le terrain, les Ajacciens s'inclinent 3-0. Mais en championnat, le club patine toujours et n'accède pas une fois de plus au National.
Après une nouvelle bonne saison ponctuée cependant d'une deuxième place insuffisante pour accéder, le Gazélec remplace son entraineur emblématique Patrick Leonetti par l'entraineur du Pontet, Dominique Veilex. À la suite d'une saison 2010-2011 mouvementée et marquée par un terrible mois d'octobre (2 défaites à l'extérieur consécutives en encaissant 5 buts plus une élimination en coupe de France face à une équipe de DH, l'AS Propriano évoluant à 10), le club décroche l'accession le 21 mai 2011, lors de l'avant dernière journée. Les Ajacciens l'emportent 2-1 face à l'US Albi, devant un stade de Mezzavia en fête. Le Gazélec retrouve donc le championnat National pour la saison 2011-2012 avec comme objectif de s'y maintenir et de pérenniser le club à ce niveau.

### La métamorphose du club (2012-2015)

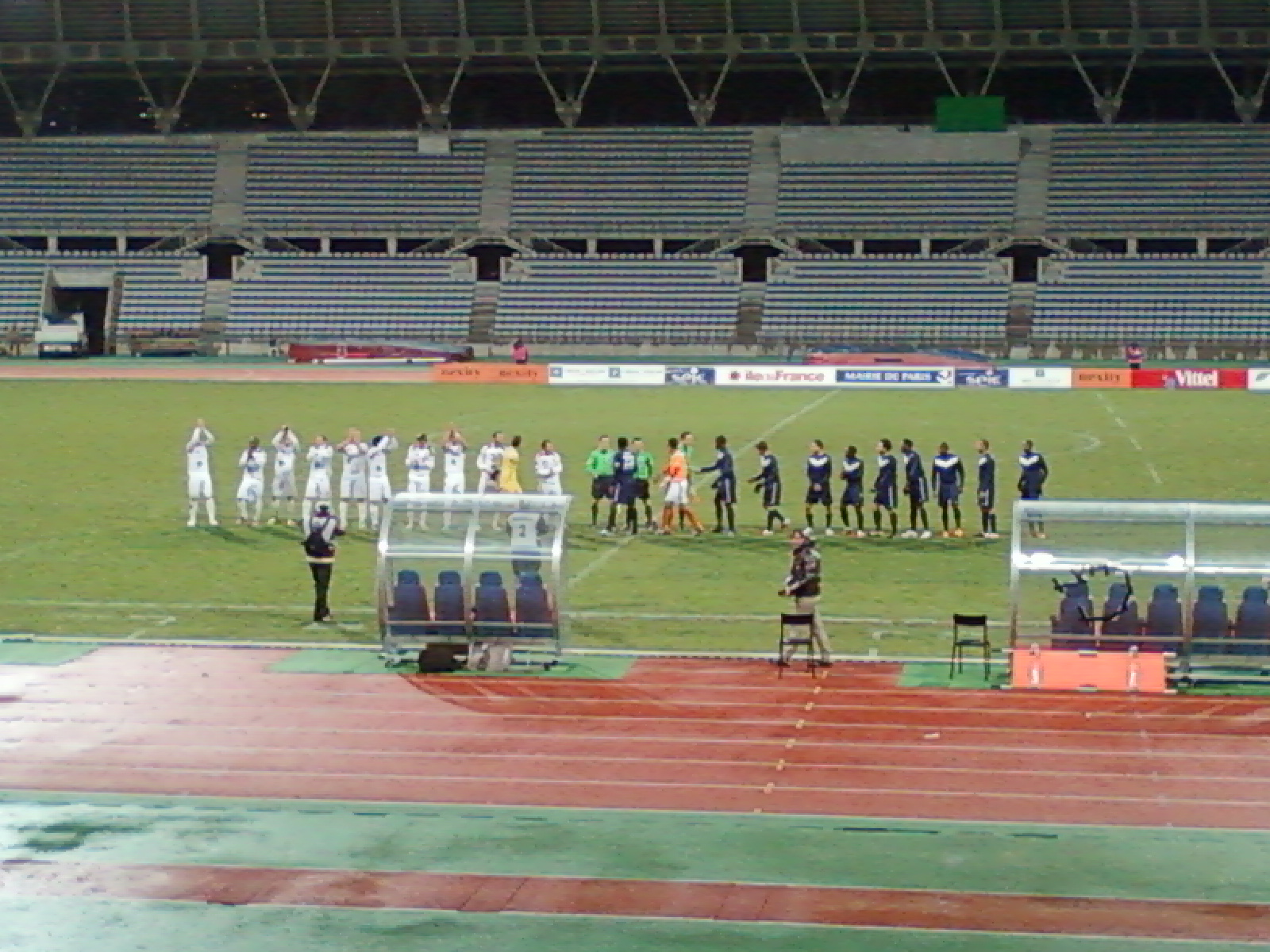
Le Gazélec Ajaccio (ici en blanc) lors d'un match de National contre le Paris FC le 17 décembre 2011 au stade Charléty.

À l'aube de la saison 2011-2012, le Gazélec s'attend à jouer le maintien comme tout promu. Le début de saison, malgré des qualités évidentes dans le jeu, le confirme. Les Ajacciens sont relégables un soir de septembre après une défaite au Poiré-sur-Vie 3 buts à 1 en ayant terminé le match à huit et encaissé deux buts dans les arrêts de jeu. Le déclic a lieu à la mi-temps du match suivant face à Vannes OC, alors leader du championnat. Menés 1-0, les Ajacciens sont réduits à 10. Revenus avec d'autres intentions, ils égalisent et prennent l'avantage en fin de match. Dès lors, la machine est enclenchée et plus rien ne pourra l'arrêter, pas même les deux points en moins de sanction de la FFF après un match contre l'AS Beauvais.
Le Gazélec valide son ticket pour la Ligue 2 en faisant match nul à Épinal (1-1), tandis que dans le même temps, Vannes OC et les Chamois niortais sont défaits respectivement par le Red Star et l'AS Beauvais. Le club termine la saison à la troisième position. Cette accession validée par la DNCG permet au club d'obtenir pour la première fois de son histoire le statut professionnel,. De surcroît, le club se permet même le luxe de s'offrir un très bon parcours en Coupe de France. Pour accéder en demi-finale de la Coupe de France, le club a éliminé le champion de France de Ligue 1 Montpellier, Troyes (Ligue 2, promu en Ligue 1), ou encore Toulouse (Ligue 1). Le parcours ajaccien s'est terminé en demi-finale face à l'Olympique lyonnais.
Lors de la saison 2012-2013, la Corse compte ainsi trois clubs professionnels, avec l'AC Ajaccio et le Sporting Club bastiais en Ligue 1. Pour l'anecdote, un quatrième club corse a accédé au championnat National : le CA Bastia, qui est devenu champion de CFA en 2012 et qui de ce fait, maintien la présence de la Corse au niveau National en récupérant la place laissée vacante par le GFCA.

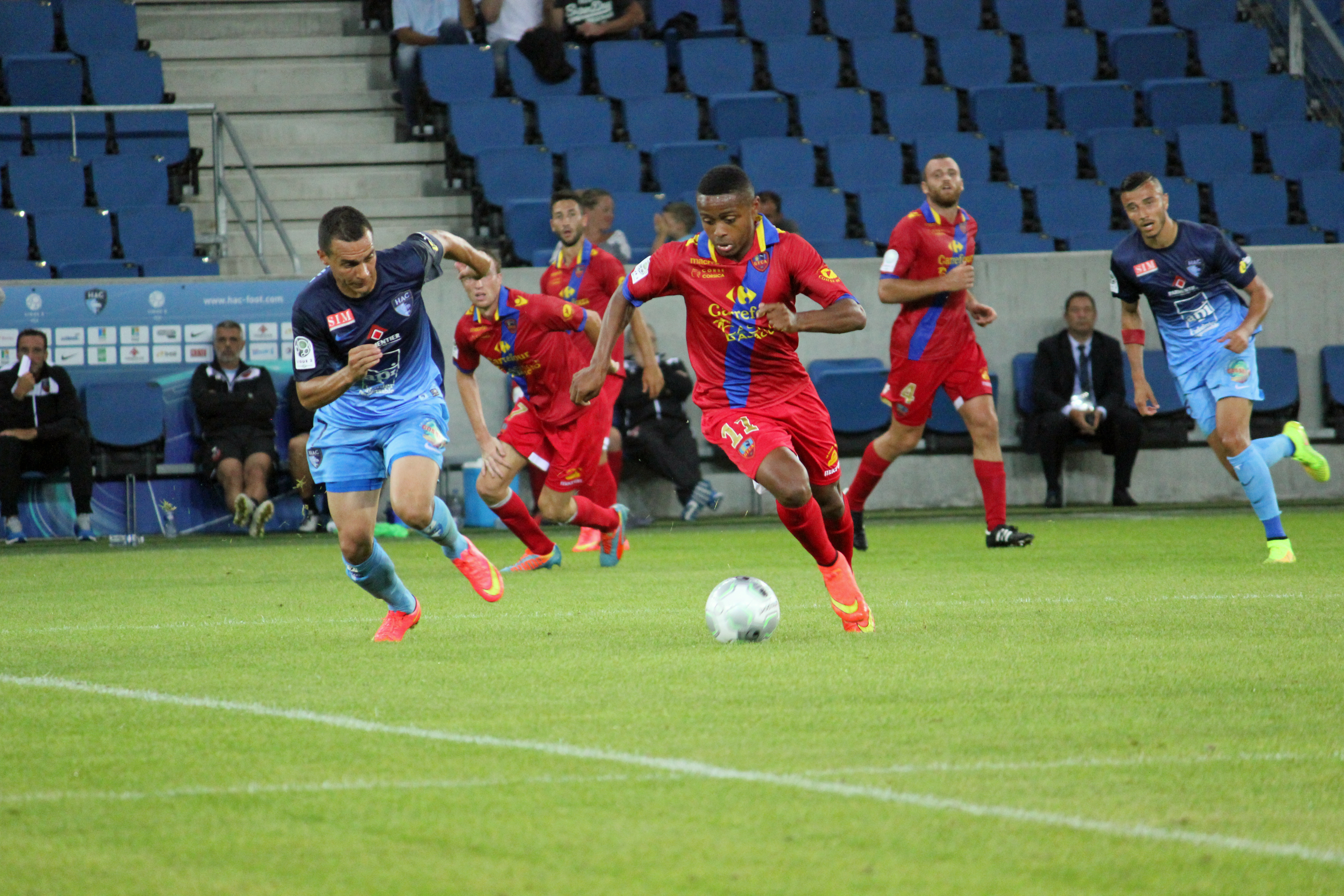
L'attaquant gazier Ali M'Madi (ici en rouge) lors d'un match de Ligue 2 contre Le Havre AC le 8 août 2014 au stade Océane.

Cependant, la saison 2012-2013 en Ligue 2 ne se passe pas comme espéré. Après la première journée et un match nul face à Caen, coup de théâtre, l’entraîneur Dominique Veilex est limogé malgré les deux montées successives à la suite d'un désaccord avec le directeur général Christophe Ettori. Il est remplacé par un ancien de la maison, le technicien Jean-Michel Cavalli, qui effectue alors son troisième retour au sein du club. Mais la greffe a du mal à prendre et le parcours des diables rouges est chaotique. Après une série de mauvais résultats et la mise à l'écart de certains joueurs, Cavalli est limogé à son tour au soir d'une défaite 2-3 face au Nîmes Olympique. Le technicien français Thierry Laurey, ancien entraîneur du FC Sète, le remplace alors. Il n'a pas le temps de jouer deux matches à domicile que le stade Ange-Casanova est suspendu jusqu'à la fin de la saison en raison d'une bousculade envers l'arbitre de la rencontre Tony Chapron. Le 19 avril 2013, à la suite d'une défaite 1-0 contre le Tours Football Club, le GFCA est mathématiquement certain de redescendre en National.

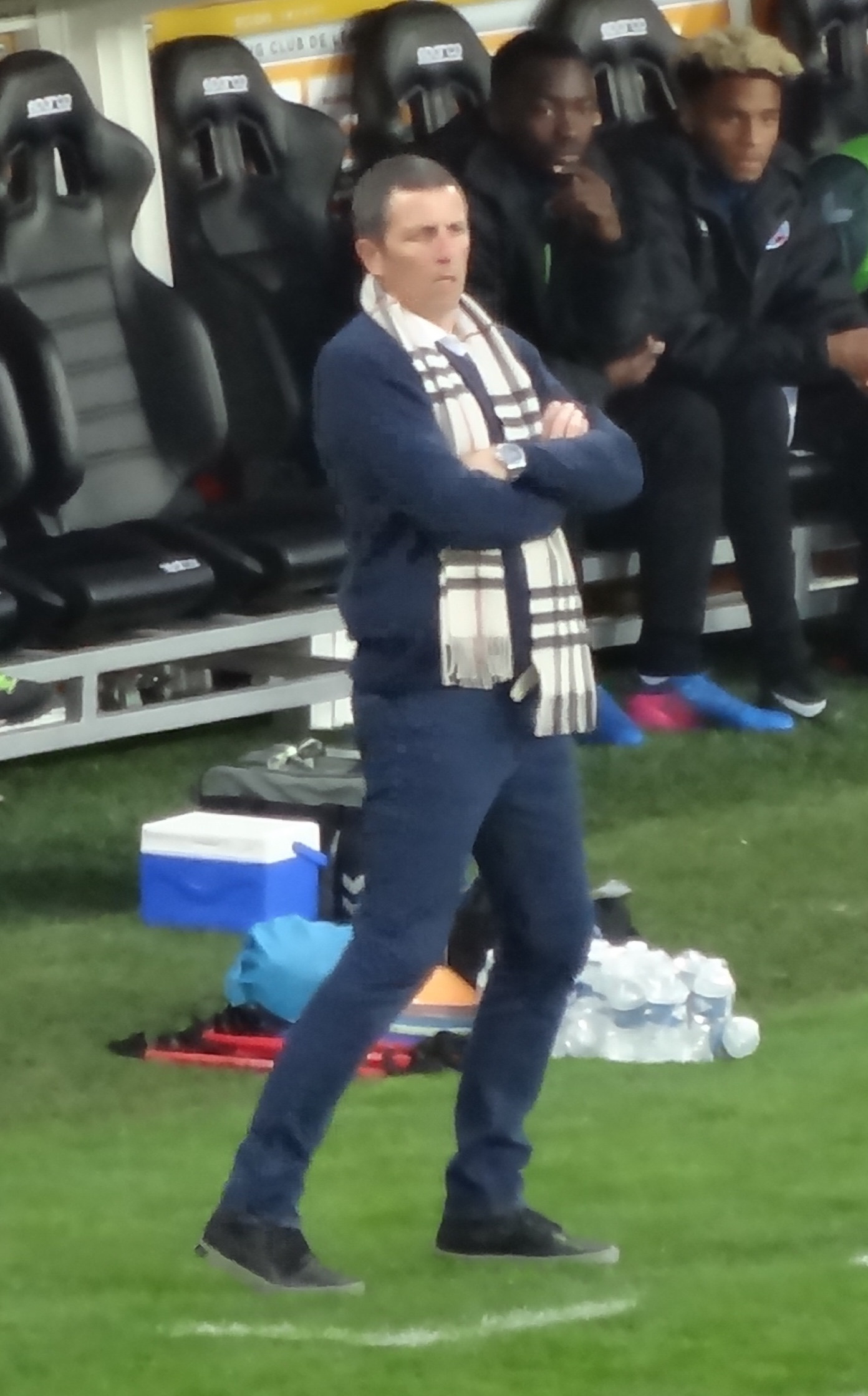
Le technicien français Thierry Laurey fait monter le Gazélec Ajaccio de National en Ligue 1 en l'espace de deux saisons.

Le GFCA dispute alors le Championnat de France de football National 2013-2014. Durant l'intersaison, l'équipe dirigée par Thierry Laurey opère un profond renouvellement de l'effectif où seuls Clément Maury, Rodéric Filippi, Anthony Colinet, Louis Poggi ou encore Mickaël Colloredo sont conservés par le club. Après un excellent début de saison qui se matérialise par aucune défaite jusqu'en novembre, le Gazélec se retrouve en position favorable pour remonter directement en Ligue 2, chance qu'il ne laissera pas passer. En effet, lors de la 32e journée, malgré une défaite 4-2 à Amiens Sporting Club Football le 9 mai 2014, le club valide son ticket pour l'étage supérieur en terminant à la troisième place du classement juste derrière l'US Orléans et Luzenac.
Le Gazélec retrouve la Ligue 2 pour la saison 2014-2015. Le club retrouve également l'AC Ajaccio qui est descendu de Ligue 1. Le 18 août 2014, pour les grandes retrouvailles entre les deux clubs ajacciens, le GFCA est battu sur sa pelouse par l'ACA 0-2. Au match retour, il s'impose 3-0 au stade François Coty. Sur la dynamique de sa montée de National en Ligue 2, l'expérience des hommes de Thierry Laurey, notamment avec la présence de cadres comme les milieux Julien François et Louis Poggi, le défenseur international français Jérémie Bréchet ou encore l'attaquant français Grégory Pujol, parviennent à monter en Ligue 1 en terminant à la deuxième place du championnat alors que l'objectif déclaré en début de saison était de se maintenir en Ligue 2. Les 18 victoires engrangées durant la saison ont permis aux Corses d'accéder pour la première fois dans l'histoire du GFCA à l'élite du football français pour la saison 2015-2016.

### Un passage éphémère en Ligue 1 (2015-2016)
Pour la première fois de son histoire, les gaziers parviennent à monter en Ligue 1 en s'imposant à domicile face à Niort lors de la 37e journée de Ligue 2, et s'assurant ainsi la deuxième place du championnat. Plus petit budget du championnat avec 4,5 millions d'euros, le club espère atteindre les 12 millions d'euros pour sa première saison dans l'élite française. Il obtient son tout premier point de son histoire en Ligue 1 le 8 août 2015 face à l'ES Troyes AC lors de la première journée de championnat.
Le 24 octobre 2015, le club corse obtient sa première victoire en Ligue 1 (3-1 face à l'OGC Nice). En plus que cela soit un match historique, Ajaccio quitte la place de lanterne rouge du championnat de France et reprend espoir après un début de saison difficile (6 points après 11 journées). Après cette victoire, l'équipe emmenée par Thierry Laurey prend confiance et obtient 21 points de la 11e à la 19e journée. Deuxième meilleure équipe avec le Paris Saint-Germain sur cette période, le GFCA termine la première partie de saison à la 12e place du classement, chose inespérée au vu du début de saison. D'ailleurs, l'équipe gagne un prix remis par le journal France Football. Il s'agit de l'"exploit de l'année". Mais le club termine finalement avant-dernier et redescend en Ligue 2.

### Retour en Ligue 2 (2016-2019)
À l'issue de la saison 2015-2016, le GFC Ajaccio descend en Ligue 2 et remplace Thierry Laurey par Jean-Luc Vannuchi. En dépit d'un recrutement ambitieux où Steeve Elana, François Clerc, Rémi Mulumba signent en faveur du Gazélec, sans oublier la présence de cadres de la saison précédente à l'image de David Ducourtioux, d'Amos Youga ou encore de Louis Poggi, le club termine à la neuvième place au classement. Au terme de la saison, Vannuchi est remplacé sur le banc par Albert Cartier. Le club change une fois de plus une grande partie de l'effectif lors du mercato d'été et se sépare notamment de l'emblématique capitaine gazier Louis Poggi parti renforcer les rangs du FC Bastia-Borgo en National 2. À l'issue de la saison 2018-2019, le GFC Ajaccio termine à la 18e place et dispute les barrages contre Le Mans FC. Malgré une victoire 1-2 à l'aller à la MMArena, les gaziers s'inclinent 0-2 au match retour à Ange-Casanova en encaissant un but de Soro dans les toutes dernières secondes et retournent en National pour la saison 2019-2020.

### La descente aux enfers (2019-2022)
Le GFC Ajaccio descend en National 1 pour la saison 2019-2020. Cependant, les déboires financiers du FC Sochaux laissent l'espoir aux gaziers d'être repêchés en Ligue 2. La commission d'appel de la DNCG confirmant Sochaux en Ligue 2, les instances dirigeantes du GFCA décident de faire appel de la décision auprès du tribunal administratif de Paris. Dans l'attente de la décision de celui-ci, le Gazélec souhaitait un report de son premier match, face au Red Star, report qui ne sera pas accordé par la FFF. De ce fait, le GFC Ajaccio décide de boycotter la première rencontre du championnat de National. L'équipe débute donc sa saison lors de la deuxième journée, par une défaite face à Avranches, puis enchaîne match nul et victoires jusqu'au 13 septembre 2019 et une victoire face au premier au championnat, Dunkerque. S'ensuit une série catastrophique sans victoire qui envoie le club à la pénultième place du classement. La malheureuse série est brisée le 11 février 2020 face à Concarneau au Stade Ange-Casanova. Pour autant, le club ne parvient pas à enchaîner et subit trois défaites, avant de gagner une nouvelle fois, face à Pau, lors d'un match où les trois buts marqués (deux par Ajaccio, un pour Pau) le seront sur penalty.
Le 6 mars 2020, le club ne peut plus jouer ses matchs à cause de la pandémie de covid-19 qui affecte toutes les compétitions françaises, le 28 avril 2020, le premier ministre Édouard Philippe annonce la fin des compétitions sportives en France, de ce fait le GFC Ajaccio est relégué pour la première fois depuis 2011 en National 2.
Le 30 juin 2020, pour la première fois de son histoire, le club s'effondre et est rétrogradé en National 3 par la DNCG soit le cinquième niveau, le club annonce cependant qu'il va faire appel, Le club obtient finalement gain de cause et la relégation administrative en National 3 est annulée.
Pour son retour en National 2, le Gazélec réalise un début de saison correct en pointant à la 9e place au bout de la 9e journée, mais un nouveau confinement dû à un regain de l'épidémie suspend à nouveau les championnats amateurs.
Malgré l'arrêt du championnat, le club peut rejouer en Coupe de France, et atteint les 16e de finale avant de s'incliner face au LOSC Lille.
Finalement, le championnat ne reprend pas et la FFF déclare une saison blanche pour le championnat de National 2. Cependant, le Gazélec est relégué administrativement par la DNCG en National 3, la peine sera confirmée malgré l'appel du club.

### Retour au niveau régional (2023-2025)
En décembre 2022, alors que le président Johann Carta fait face à des poursuites judiciaires, le club est menacé de disparition par le tribunal de commerce d'Ajaccio à la suite de nombreux problèmes financiers. Le 30 janvier 2023, le tribunal place la société par actions simplifiée gérant les équipes sénior en liquidation judiciaire. Les deux équipes sénior, respectivement en National 3 et en Régionale 2, déclarent alors forfait général et stoppent leur championnat en cours. Lors de la nouvelle séance du 28 février 2023, le tribunal de commerce d'Ajaccio place finalement la société en redressement judiciaire, empêchant la disparition totale de l'association et de la marque du club. Ce processus de redressement judiciaire permet aux équipes de jeunes du GFC Ajaccio de finir la saison en cours accompagné par son association emmenée par son nouveau président Louis Poggi en attendant une restructuration du projet et des fonds nécessaire pour que le club puisse poursuivre ses activités la saison suivante. Le 12 juillet 2023, la Fédération Française de Football notifie que la nouvelle équipe fanion du Gazélec Ajaccio pourra évoluer en Régional 2 (7e division de l'échelon français).

### Remontée en National 3 (2025-)
Au terme de la saison 2024-2025, le Gazélec Ajaccio valide son retour en National 3 après sa première place acquise en championnat de Régional 1.

## Identité du club

### Couleurs
Le GFCA arbore traditionnellement les couleurs rouge et bleu qui sont celles du Football Club d'Ajaccio, club avec lequel la fusion s'est établie en 1960.

### Logos

Ancien logo.
Logo jusqu'en mai 2012.
Depuis 2012

## Palmarès et résultats

### Palmarès
Le tableau suivant récapitule les performances du Gazélec Football Club Ajaccio dans les diverses compétitions françaises.
| Compétitions nationales | Compétitions régionales |
| --- | --- |
| - Championnat de France D2 - Vice-champion : 2015 - Championnat de France amateurs (1935-1971) (4) - Champion : 1963, 1965, 1966 et 1968 - Vainqueur de groupe : 1963, 1965, 1966, 1967 et 1968 - Championnat de France de Division 3 (D3) - Vice-champion : 1986 - Vainqueur de groupe : 1986 et 1990 - Championnat de France amateur (D4) (1) - Champion : 2003 - Vainqueur de groupe : 2011 - Coupe de France - Meilleure performance : demi-finale en 2012 | - Championnat de Corse (Division d'Honneur, Régional 1) (5) - Champion : 1961, 1965, 1976, 2005, 2025 - Coupe de Corse (6) - Vainqueur : 1963, 1967, 1969, 1974, 1989 et 1993 |

## Personnalités du club

### Présidents
Le tableau suivant recense l'ensemble des différents présidents du club depuis sa création en 1960.
| Rang | Nom                   | Période     |
| ---- | --------------------- | ----------- |
| 1    | Ange Casanova         | 1960 - N.C  |
| 2    | Pierre Martinetti     | 1983 - 1984 |
| 3    | François Tagliaglioli | N.C         |
| 4    | Robert Feliciaggi     | 1998 - 2001 |
| 5    | Jean Bujoli           | 2001 - 2007 |
| 6    | Olivier Miniconi      | 2012 - 2019 |
| 7    | Mathieu Messina       | 2020 - 2022 |
| 8    | Johann Carta          | 2022 - 2023 |
| 9    | Louis Poggi           | 2023 -      |

### Entraîneurs
Le tableau ci-dessous dresse la liste non exhaustive des différents entraîneurs du club gazier au cours de son histoire.
| Rang | Nom                 | Période          |
| ---- | ------------------- | ---------------- |
| 1    | Fernand Berthon     | 1960 - 1961      |
| 2    | Pierre Cahuzac      | 1961 - déc. 1971 |
| 3    | Guy Calléja         | déc. 1971 - 1976 |
| 4    | Jean Luciano        | 1976 - 1978      |
| 5    | Jacques Berthommier | 1978 - 1979      |
| 6    | Paul Orsatti        | 1979 - 1980      |
| 7    | Guy Calléja         | 1980 - 1988      |
| 8    | Baptiste Gentili    | 1988 - 1989      |
| 9    | Guy Calléja         | 1989 - 1990      |
| 10   | Jean-Michel Cavalli | 1990 - 1991      |
| 11   | Pierre Garcia       | 1991 - 1994      |

| Rang | Nom                 | Période              |
| ---- | ------------------- | -------------------- |
| 12   | Marcel Husson       | 1994                 |
| 13   | Philippe Anziani    | 1995                 |
| 14   | Paul Orsatti        | 1995 - jan. 1998     |
| 15   | Jean-Michel Cavalli | jan. 1998 - 1999     |
| 16   | Patrice Buisset     | 1999 - fév. 2000     |
| 17   | Jean-Michel Cavalli | fév. 2000 - mai 2000 |
| 18   | Hubert Velud        | 2000 - 2001          |
| 19   | Jean-Luc Luciani    | 2001 - mars 2004     |
| 20   | Albert Vanucci      | mars 2004 - mai 2004 |
| 21   | Baptiste Gentili    | mai 2004 - nov. 2005 |
| 22   | Patrick Leonetti    | nov. 2005 - 2010     |

| Rang | Nom                  | Période                |
| ---- | -------------------- | ---------------------- |
| 23   | Dominique Veilex     | juin 2010 - 2012       |
| 24   | Jean-Michel Cavalli  | 2012 - fév. 2013       |
| 25   | Thierry Laurey       | fév. 2013 - juin 2016  |
| 26   | Jean-Luc Vannuchi    | juin 2016 - mai 2017   |
| 27   | Albert Cartier       | mai 2017 - oct. 2018   |
| 28   | Hervé Della Maggiore | oct. 2018 - juin 2019  |
| 29   | François Ciccolini   | juin 2019 - mai 2020   |
| 30   | David Ducourtioux    | mai 2020 - juin 2022   |
| 31   | Stéphane Paganelli   | juin 2022 - juin 2023  |
| 32   | Jean-Marie Ferri     | juil. 2023 - juin 2024 |
| 33   | Erwan Huet           | juin 2024 -            |

### Joueurs emblématiques
| Rang | Nom               | Buts | Matchs | Carrière au club               |
| ---- | ----------------- | ---- | ------ | ------------------------------ |
| 1    | Assane Tall       | 41   | 200    | 1975 - 1981                    |
| 2    | Marc Kanyan       | 36   | 89     | 1963 - 1969 1976 - 1977        |
| 3    | Mickaël Colloredo | 33   | 118    | 2010 - 2014                    |
| 4    | Baptiste Gentili  | 32   | 207    | 1974 - 1989                    |
| 5    | Louis Poggi       | 30   | 318    | 2000 - 2005 2007 - 2017 2022 - |

| Rang | Nom                | Matchs | Carrière au club                    |
| ---- | ------------------ | ------ | ----------------------------------- |
| 1    | Louis Poggi        | 358    | 2000 - 2005 2007 - 2017 2022 -      |
| 2    | Anthony Colinet    | 277    | 2000 - 2002 2003 - 2006 2008 - 2014 |
| 3    | Michel Vigneau     | 226    | 1975 - 1982 1986 - 1988             |
| 4    | Rodéric Filippi    | 215    | 2009 - 2016 2019 -                  |
| 5    | Charles Alessandri | 215    | 1971 - 1984                         |
| 6    | Baptiste Gentili   | 207    | 1974 - 1989                         |

Au cours de son histoire, le club gazier a compté dans ses rangs plusieurs joueurs qui ont marqué de leur empreinte l'histoire du club.
Le défenseur Louis Poggi est le joueur le plus capé sous le maillot ajaccien avec 318 apparitions suivi par le milieu Anthony Colinet avec 276 apparitions.
Au rayon des meilleurs buteurs, c'est l'attaquant sénégalais Assane Tall qui occupe la première place avec 41 réalisations suivi de l'attaquant français Marc Kanyan auteur de 36 réalisations.
Lors de la saison 1972-1973, l'ancien buteur de l'AC Ajaccio en Division 1 Étienne Sansonetti rejoint le Gazélec pour quatre saisons. Il inscrira 24 réalisations en 43 rencontres officielles disputées sous le maillot des Gaziers. Baptiste Gentili signe au Gazélec en 1974 en provenance de l'ennemi et néanmoins voisin de l'AC Ajaccio. Il y disputera 207 rencontres de Division 3 et de Division 2 au poste d'attaquant. En 1975, le milieu offensif sénégalais Assane Tall signe en faveur du Gazélec Ajaccio où il restera six saisons et inscrira 34 buts en Division 2 devenant ainsi le meilleur buteur de l'histoire du Gazélec en Division 2 jusqu'à encore aujourd'hui. L'attaquant Michel Vigneau rejoint lui aussi les Gaziers en 1975 alors en Division 2. Il y disputera un total de 226 matchs avant de raccrocher les crampons en 1988. Le milieu de terrain Charles Alessandri, natif d'Ajaccio, porta les couleurs du Gazélec durant toute sa carrière entre 1971 et 1984 pour un total de 215 matchs.
Le portier international sénégalais Tony Sylva est prêté au Gazélec alors en National par l'AS Monaco lors de la saison 1995-1996. Sous les ordres du technicien français Paul Orsatti, il réalise une saison pleine en prenant part à 33 rencontres.
Il est remplacé la saison suivante par le portier champion d'Europe avec l'OM, Pascal Olmeta, qui signe au GFCA durant l'été 1997 après un passage par l'Espanyol Barcelone. Après une montée en D2 gagnée sur le terrain, mais annulée en raison du fait que l'autre club de la ville, l'AC Ajaccio, évolue déjà en D2, il met un terme à sa carrière.
En 1998-1999, le club corse voit les signatures des attaquants Mickaël Pagis et du belge Patrick Van Kets. Pagis et Van Kets ont formé un duo d'attaque redoutable lors de cette saison. En effet, Pagis inscrira un total de 17 réalisations tandis que Van Kets marquera lui 19 réalisations sous le maillot ajaccien en National.

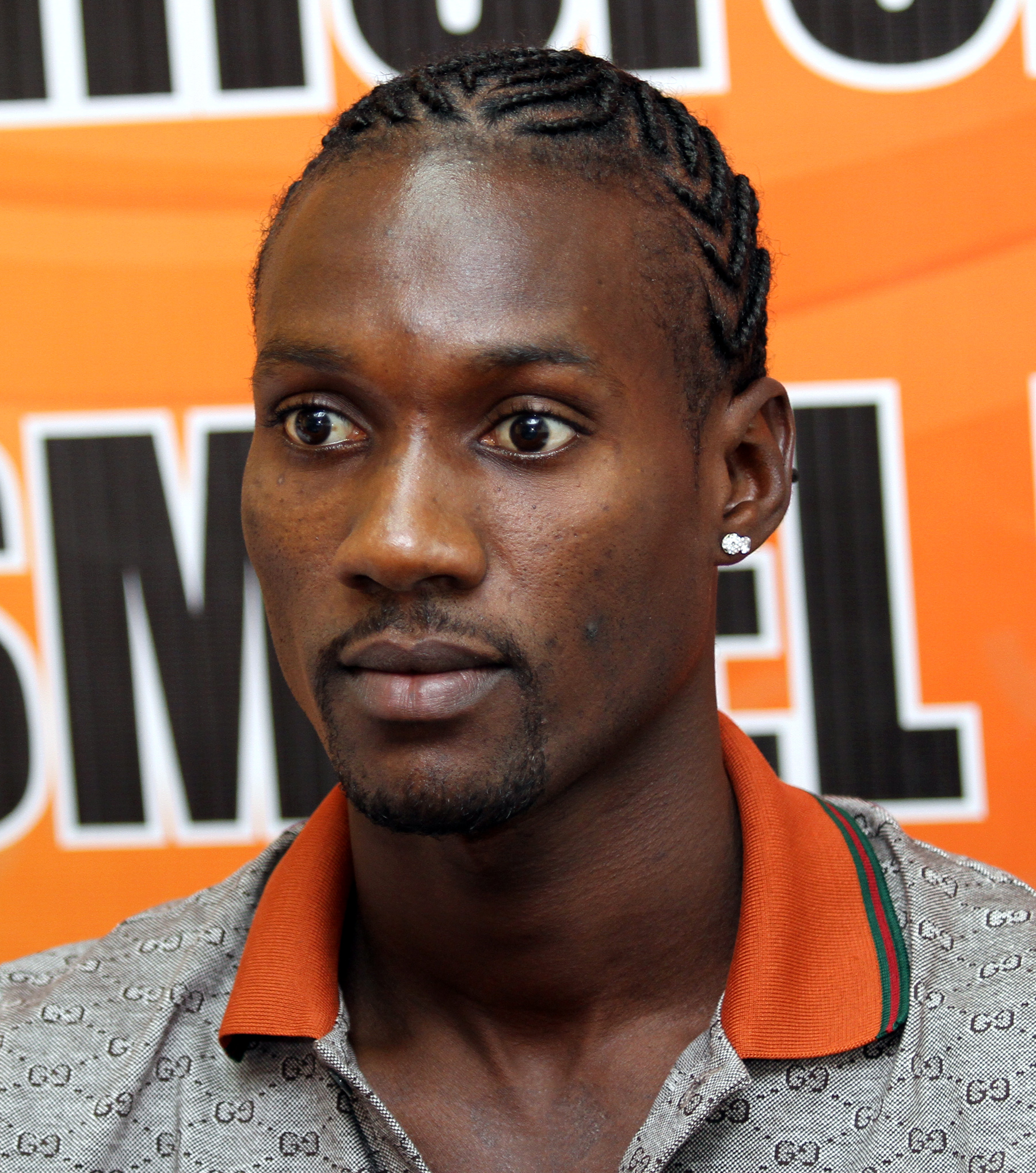
Ismaël Bangoura débute en France sous les couleurs du Gazélec.

Pour la saison 2001-2002, désireux d'obtenir du temps de jeu important, l'attaquant Christophe Meslin est prêté au club qui évolue en National. Il disputera une excellente saison, inscrivant 20 buts en 36 matchs, et termine ainsi meilleur buteur ex-aequo du championnat en compagnie d'Hocine Lachaab, attaquant du VA FC. Le Gazélec termine à la huitième place, et arrive en 32e de finale de Coupe de France.
Alors qu'il évoluait à l'Atlético de Coléah, les scouts du Gazélec repère le jeune buteur guinéen Ismaël Bangoura et le font signer alors au GFCA durant l'été 2003. C'est en 2004-2005 que l'attaquant guinéen se révèle en National en inscrivant 13 réalisations en 34 journées et permet au club corse de terminer dans la première partie du tableau de National. Il est vendu au Mans FC le 16 juin 2005 contre un chèque de 300 000 euros. En 2006-2007, le camerounais Samuel Ojong inscrit avec le Gazélec alors en CFA un total de 18 réalisations en 27 matchs. Lors de la saison 2011-2012 qui signe le retour du club parmi le monde semi-professionnel, l'attaquant Mickaël Colloredo ou encore le milieu offensif réunionnais Quentin Boesso s'illustrent en National et permettent la montée du club en Ligue 2.
L'unique saison du club gazier parmi l'élite du football français voit l'éclosion de l'international tunisien Mohamed Larbi au poste de meneur de jeu. Lors de cette saison, le club gazier comptait dans ses rangs l'attaquant international camerounais Jacques Zoua, l'expérimenté Grégory Pujol ou encore le buteur marocain Khalid Boutaïb, auteur de dix réalisations avec le GFCA cette saison-là.

## Structures du club

### Structures sportives

#### Stades

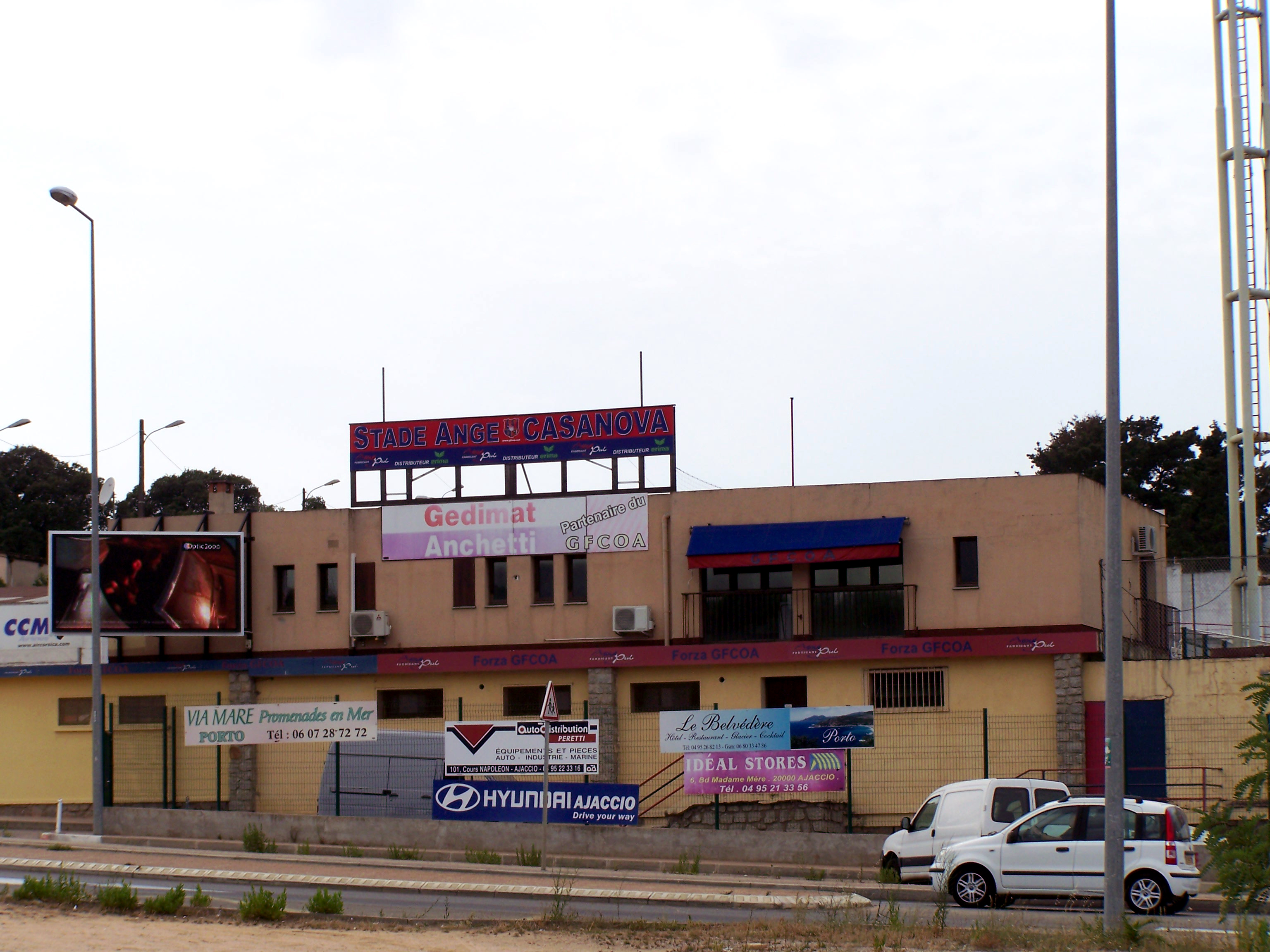
Le GFCA est propriétaire du stade Ange Casanova à l'image de son rival de l'ACA propriétaire du stade François Coty.

Situé à la sortie nord d’Ajaccio au cœur de la zone commerciale et industrielle de la cité impériale, le stade Ange Casanova de Mezzavia (qui signifie à mi-route) est le produit d’un travail collectif conduit par des travailleurs électriciens et gaziers, mais aussi de tous les supporters du GFCA (issu d’une fusion le 25 mars 1960 entre le FC Ajaccio et le Gazélec Corse Club) qui unirent leurs efforts pour doter le club d’une structure capable d’accueillir le public dans de bonnes conditions. Ce stade a été construit en un temps record au début de l’été 1960. « Ce sont nos joueurs avec en tête leur entraîneur Pierre Cahuzac qui ont dressé les grillages, aménagé et peint les vestiaires, planté et entretenu la pelouse. Ce stade c’est notre maison, notre œuvre. Celle d’une vraie famille » soulignait son président fondateur Ange Casanova.
Composé d’une tribune couverte, il se caractérise par son virage imposant mais aussi par sa tribune populaire où jusqu’en 1999 ses plus fidèles supporters prirent place en donnant naissance à la première association officielle de supporters en Corse, le CR 90. Le club est propriétaire de son stade à la différence de nombreux clubs français de Ligue 1 ou de Ligue 2.
C’est le 27 août 1961 que l’enceinte accueillit la première rencontre de Division 4. Face au CS Louhans-Cuiseaux, les Diables Rouges concédèrent le match nul (0-0), mais démontrèrent par la suite que repartir victorieux de leur chaudron relevait non pas de l’exploit mais du miracle. Ils vont en définitive y dicter leur loi pendant sept années, au sein d’un groupe sud-est ravi à cinq reprises. Ils inscriront la bagatelle de 231 buts donnant très vite à leur stade de Mezzavia des allures de forteresse imprenable. Seuls Vichy lors de la saison 1962-1963, Annecy 0-2 l’année suivante et Avignon 1-2 en 1964-1965, parviendront à s’y imposer à l’issue des quatre-vingt-deux matches disputés. Ce dernier étant émaillé d’un incident (l’arbitre M. Blum étant poursuivi et agressé à l’aéroport) provocant la fameuse « table de Montélimar » visant par le biais d’une motion instiguée par le président vauclusien Honoré Lemaire, à entraîner l’ensemble des clubs continentaux à ne plus se rendre en Corse.
Sur une pelouse qu’un prêtre contacté par Jean Spinosi, véritable cheville ouvrière du club, n’hésita pas à bénir à deux reprises (la seconde fois il officia devant les filets), le GFCA va également écrire la première grande page de son histoire en Coupe de France. Après avoir éliminé son grand rival de l’AC Ajaccio en finale départementale (1-0) puis Miramas (2-0), il réussit le tour de force en décembre 1961 de sortir les professionnels de l’AS Cannes grâce à un but de Angeot Alfonsi lors de la prolongation. Cette victoire lui permet d’être la première équipe insulaire à atteindre le stade des 32es de finale. Le 4 juin 1963, c’est aussi en terrassant l’ogre de l'US Quevilly (4-0 devant 8 000 spectateurs) qu’il s’ouvrira les portes du premier de ses quatre titres nationaux, remporté trois semaines plus tard à Versailles face à Brest (6-1).
Le 17 janvier 2016, le club devient propriétaire de son stade à l'image du rival de l'AC Ajaccio. Cette acquisition permet d'augmenter ainsi les produits d'exploitation du club avec notamment les recettes de la billetterie et les différents événements organisés dans le stade.

#### Centre de formation
Depuis l'obtention du statut de club professionnel en 2012, les dirigeants du Gazélec Ajaccio structurent progressivement le club avec leurs moyens afin de le pérenniser parmi le monde professionnel du football français. Dans cette logique, un centre de formation devrait sortir de terre à l'horizon 2021 d'après le président du directoire, Olivier Miniconi. Ce futur équipement, qui représente un investissement important de la part du club gazier, est rendu possible grâce à la cession de l'attaquant Fousseni Diabaté à Leicester City lors du mercato hivernal 2018 contre la somme de 2 millions d'euros. Ce centre de formation doit permettre de fournir à l'équipe première des jeunes joueurs de qualité à l'image de la politique de formation menée par l'AC Ajaccio qui a permis de faire émerger du centre de formation des joueurs comme Benjamin André, Jean-Baptiste Pierazzi ou encore Andy Delort.

## Aspects juridiques et économiques

### Aspects juridiques

#### Statut juridique et légal
Le GFCA est composé d'une association présidée par Fanfan Tagliaglioli, détentrice du numéro d'affiliation à la FFF, et d'une société. L'association est responsable de la section amateur et du futur centre de formation. La société avait le statut d'entreprise unipersonnelle sportive à responsabilité limitée (EUSRL). En juin 2020, la société opte pour le statut de société anonyme sportive professionnelle (SASP).

#### Organigramme
Le président du directoire du GFCA est Mathieu Messina-Arrighi. Fanfan Tagliaglioli est quant à lui président d'honneur.

### Aspects économiques

#### Éléments comptables
Chaque saison, le GFC Ajaccio publie son budget prévisionnel de fonctionnement après validation auprès de la DNCG, l'instance qui assure le contrôle administratif, juridique et financier des associations et sociétés sportives de football afin d'en garantir la pérennité. Le budget prévisionnel d'un club s'établit en amont de l'exercice à venir et correspond à une estimation de l'ensemble des recettes et des dépenses prévues par l'entité. Le tableau ci-dessous résume les différents budgets prévisionnels du club saison après saison.
| Saison | 1998-1999 | 1999-2000 | 2000-2001 | 2001-2002 | 2002-2003 | 2003-2004 | 2004-2005 | 2005-2006 | 2006-2007 | 2007-2008 | 2008-2009 |
| Budget | 9,2 MF    | N.C       | 6 MF      | 4 MF      | 600 k€    | N.C       | 1,3 M€    | N.C       | 1 M€      | N.C       | N.C       |
| Saison | 2009-2010 | 2010-2011 | 2011-2012 | 2012-2013 | 2013-2014 | 2014-2015 | 2015-2016 | 2016-2017 | 2017-2018 | 2018-2019 | 2019-2020 |
| Budget | N.C       | N.C       | 1,1 M€    | 4,8 M€    | 1,8 M€    | 4,5 M€    | 13 M€     | 8 M€      | 7,5 M€    | 7 M€      | 2 M€      |

#### Équipementiers et sponsors
Depuis 2014, l'équipementier italien Macron fournit l'ensemble des maillots du GFCA en lieu et place d'Adidas. Outre le soutien financier des collectivités territoriales locales, le club corse compte également plusieurs partenaires à l'image de Carrefour, Qwant, Air Corsica, Icare, Atout pub, Casino d'Ajaccio, Foxy Auto, Ecodia ou encore Le fournil de Marius.

## Rivalités

### Avec l'AC Ajaccio
Comme le souligne l’auteur Jean-Philippe Carrolaggi, spécialiste du football corse, l’antagonisme qui caractérise la relation entre les deux clubs ajacciens trouve d’abord son origine sur un plan politico-culturel. En effet, le Gazélec représente les classes populaires tandis que l’ACA est le club de la bourgeoisie locale. Ces deux oppositions ont même été incarnées par les présidents des deux clubs avec côté acéiste, l’industriel français François Coty était anticommuniste et côté gaziers, Ange Casanova était responsable syndical chez EDF et son bord politique penchait en direction des communistes. Cependant, bien que le fondateur du Gazélec ait été un militant communiste, le club se revendique comme étant apolitique. Des différences à l'origine qui se traduisent notamment au niveau des conditions d’entraînement jugées précaires concernant le Gazélec et à l'opposé foncièrement professionnelles à l’égard de l’AC Ajaccio qui dispose d’infrastructures pérennes comme exigé par le football professionnel et d'un centre de formation. L’ancien capitaine du Gazélec, Rodéric Filippi, explique même que cette opposition se retrouve sur le carré vert au niveau du jeu avec un jeu fait d’impact pour le Gazélec à l'inverse de l'AC Ajaccio qui a tendance à éviter les duels.
Les premiers derbies d'Ajaccio se font en DH Corse, en 1959-1960 et 1960-1961,. Les deux clubs sont alors accompagnés par le FC Ajaccio, qui fusionne avec le Gazélec Corse Club en 1960 sous l'impulsion du président Ange Casanova, et par l'Olympique d'Ajaccio. En 1967-1968, en Coupe de France, les deux clubs se rencontrent en seizièmes de finale au stade Vélodrome de Marseille. Devant 17 000 spectateurs, dont une majorité de supporters corse, on assiste à un match nul deux buts partout à l'issue de la prolongation. Le match retour se jouera à Paris au Parc des Princes et verra le Gazélec battre l'ACA grâce à l'attaquant Marc Kanyan au terme d'un raid solitaire. Les deux clubs se recroisent en National pour la saison 1997-1998. Au match aller, l'ACA, qui finira champion, fait match nul (1 à 1) chez son voisin avant de remporter le match retour 3 à 0. Lors de la saison 2014-2015, le Gazélec Ajaccio et l'AC Ajaccio s'affrontent dans le cadre des matchs du championnat de Ligue 2 le 15 août 2014 au stade Ange Casanova et le 23 janvier 2015 au stade François Coty. C'est à nouveau le cas lors de la saison de 2016-2017 de Ligue 2. Le bilan des Gaziers est positif avec 4 victoires, 2 nuls et 3 défaites face à l'équipe rivale de l'AC Ajaccio. l'ACA possède une expérience du haut niveau bien plus grande que le Gazélec, et pourtant le Gazélec Ajaccio qui s'est bâti une solide réputation qui en fait aussi un club populaire de la ville d'Ajaccio grâce aux quatre titres de Champion de France Amateur et aux trois Coupe de Corse glanés dans les années 1960.
.

### Avec le SC Bastia
Les deux clubs se croisent en CFA Sud-Est 1963-1964 et 1964-1965.
Il faut attendre 1986-1987 pour que les deux clubs se retrouvent, en Division 2. Ils évoluent encore ensemble en 1987-1988, mais aucune rencontre en championnat entre 1988 et 1990 en raison de la relégation du GFCA en Division 3. Les deux clubs se retrouvent encore trois saisons de 1990-1991 à 1992-1993.
En 1993, après un derby à l'ambiance regrettable, le président du Gazélec, M. Appietto, dit à la presse « avant le match, on pense toujours qu'il s'agira d'une fête comme ce fut souvent le cas. Malheureusement, il arrive qu'on déchante et cela est arrivé. Je n'aurais jamais pensé qu'un tel climat d'hostilité pourrait s'instaurer. Je n'en connais pas les causes et jamais, les Bastiais n'avaient eu un tel comportement vis-à-vis de leurs adversaires. Bastia, après la catastrophe de Furiani, joue à Mezzavia d'où notre colère après les graves incidents qui se sont produits au cours du derby. Il faut que l'on voit les dirigeants bastiais et qu'une coopération nouvelle s'instaure. Sinon, le SCB sera indésirable à Ajaccio… ». La même année, néanmoins, les deux clubs se réconcilient. Lors de la saison 2015/2016 les deux équipes s'affrontent en Ligue 1.

## Autres équipes

### Section féminine
À l'image d'autres clubs de Ligue 1, le Gazélec Football Club créée une section féminine en 2015.